# First Demo Tape
First Demo Tape è un EP della band hardcore punk statunitense Minor Threat, registrato nel 1981 ma pubblicato da Dischord Records solo nel 2003.

## Tracce
1. Minor Threat – 1:29
2. Stand Up – 0:54
3. Seeing Red – 1:03
4. Bottled Violence – 0:53
5. Small Man, Big Mouth – 0:55
6. Straight Edge – 0:45
7. Guilty of Being White – 1:14
8. I Don't Want to Hear It – 1:27

## Crediti[2]
- Ian MacKaye - voce, missaggio
- Lyle Preslar - chitarra
- Brian Baker - basso
- Jeff Nelson - batteria
- Henry Rollins - voce d'accompagnamento
- Chad Clark - mastering
- Skip Groff - produttore, fotografia
- Rebecca Hammel - foto di copertina
- Susie Josephson - fotografia
- Don Zientara - ingegnere del suono, missaggio